# Senka Bulić
Senka Bulić (Split, 13. siječnja 1964.), hrvatska je kazališna, televizijska i filmska glumica, kao i kazališna redateljica.

## Filmografija

### Televizijske uloge
- "Nemoj nikome reći" kao profesorica Knjaz (2015. – 2017.)
- "Stipe u gostima" kao Melina (2010.)
- "Obećana zemlja" (2002.)
- "Operacija Barbarossa" kao Marijanina mama (1990.)

### Filmske uloge
- "Zbog tebe" kao dama u crnom (2016.)
- "Svećenikova djeca" kao Perka (2013.)
- "Pont Neuf" kao Mary (1997.)
- "Kako je počeo rat na mom otoku" kao Spomenka (1996.)
- "Ne zaboravi me" (1996.)
- "Cijena života" kao Desa (1994.)
- "Nitko se neće smijati" kao radnica (1985.)
- "Judita" (1980.)

### Sinkronizacija
- "101 dalmatinac" kao Cruella De Vil (2008.)
- "Obitelj Robinson" kao Baka Lusil (2007.)
- "Sezona lova" kao Mare (2006.)
- "Auti, 2, 3" kao Flo (2006., 2011., 2017.)
- "Timon i Pumba" (2005.)
- "Izbavitelji" kao Mala (2004.)
- "Pobuna na farmi" kao Ana (2004.)
- "Kralj lavova" kao Sarabi (2003.)
- "Vrlo Wompkee Božić" kao Ledena Kraljica (2003.)

## Vanjske poveznice
- Senka Bulić u internetskoj bazi filmova IMDb-u (engl.)
- Intervju s glumicom  Arhivirana inačica izvorne stranice od 5. listopada 2011. (Wayback Machine)